# Arlanc
Arlanc je francouzská obec v departementu Puy-de-Dôme v regionu Auvergne. V roce 2012 zde žilo 1 924 obyvatel. Je centrem kantonu Arlanc.

## Vývoj počtu obyvatel
Počet obyvatel